# Elitserien (Eishockey) 2006/07
Die Elitserien-Saison 2006/07 war die 32. Spielzeit der schwedischen Elitserien. Die Vorrunde wurde vom 18. September 2006 bis 2. März 2007 ausgespielt, die Play-offs begannen am 6. März und endeten mit dem letzten Finalspiel am 14. April. Schwedischer Meister 2006/07 wurde MODO Hockey. In der Kvalserien, einer Relegationsrunde zwischen den besten vier Teams der zweitklassigen HockeyAllsvenskan und den beiden Letztplatzierten der Elitserien, belegten Södertälje SK und Skellefteå AIK die ersten beiden Plätze und spielen somit in der nächsten Saison in der höchsten Liga. Die Malmö Redhawks stiegen hingegen in die Allsvenskan ab.

## Reguläre Saison

### Modus

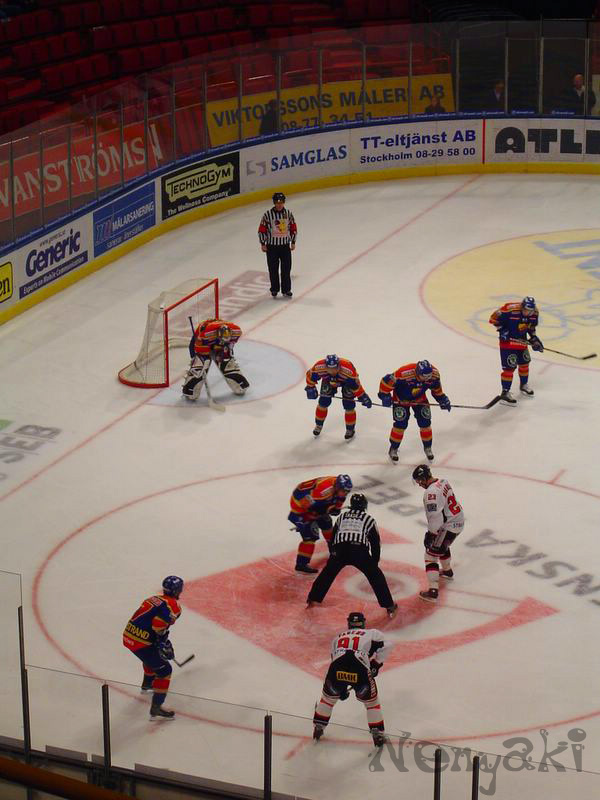
Vorrundenpartie Malmö Redhawks–Djurgårdens IF im November 2006

Die zwölf Mannschaften der Elitserien trugen jeweils fünf Spiele gegeneinander aus. Dabei hatten sechs Mannschaften 28 Heimspiele und 27 Auswärtsspiele, die anderen Mannschaften bestritten hingegen 27 Heimspiele und 28 Auswärtsspiele. Eine Mannschaft, die in dieser Saison mehr Heimspiele austragen durfte, hatte in der nächsten Saison, soweit sie nicht abstieg, weniger Heimspiele. Die ersten acht Teams der Vorrunde traten in den Play-offs gegeneinander an, für die Mannschaften auf den Plätzen 9 und 10 war die Saison beendet, die beiden Letztplatzierten mussten in der Kvalserien antreten.
Ein Sieg in der regulären Spielzeit brachte einer Mannschaft drei Punkte. Bei Toregleichheit nach der regulären Spielzeit wurde eine Verlängerung ausgetragen, in der der Sieger zwei Punkte, der Verlierer hingegen einen Punkt erhielt. Bei einem Unentschieden nach der Verlängerung erhielt jedes Team einen Punkt. Für eine Niederlage in regulären Spielzeit gab es keine Punkte.
Zum ersten Mal wurde zudem die 1996 eingeführte regionale Teilung der Liga in Gruppen nicht mehr durchgeführt.

### Abschlusstabelle
|     | Klub           | Sp | S  | U  | N  | OTS | OTN | Tore    | TD  | Punkte |
| --- | -------------- | -- | -- | -- | -- | --- | --- | ------- | --- | ------ |
| 1.  | Färjestad BK   | 55 | 26 | 7  | 13 | 5   | 4   | 197:145 | +52 | 99     |
| 2.  | HV71           | 55 | 25 | 9  | 15 | 3   | 3   | 170:150 | +20 | 93     |
| 3.  | MODO Hockey    | 55 | 24 | 4  | 21 | 3   | 3   | 159:140 | +19 | 85     |
| 4.  | Linköpings HC  | 55 | 22 | 7  | 19 | 2   | 5   | 151:153 | −2  | 82     |
| 5.  | Timrå IK       | 55 | 22 | 5  | 21 | 4   | 3   | 129:136 | −7  | 82     |
| 6.  | Brynäs IF      | 55 | 18 | 12 | 17 | 6   | 2   | 146:137 | +9  | 80     |
| 7.  | Luleå HF       | 55 | 21 | 4  | 23 | 5   | 2   | 171:163 | +8  | 79     |
| 8.  | Mora IK        | 55 | 23 | 6  | 23 | 0   | 3   | 147:155 | −8  | 78     |
| 9.  | Frölunda HC    | 55 | 22 | 6  | 24 | 1   | 2   | 167:162 | +5  | 76     |
| 10. | Djurgårdens IF | 55 | 19 | 8  | 22 | 5   | 1   | 146:148 | −2  | 76     |
| 11. | Skellefteå AIK | 55 | 18 | 4  | 24 | 6   | 3   | 139:178 | −39 | 73     |
| 12. | Malmö Redhawks | 55 | 11 | 6  | 29 | 0   | 9   | 119:174 | −55 | 48     |

Sp = Spiele, S = Siege, U = unentschieden, N = Niederlagen, OTS = Overtime-Siege, OTN = Overtme-Niederlagen, TD = Tordifferenz, P = Punkte 

### Topscorer
Abkürzungen: T = Tore, A = Assists, P = Punkte
| Spieler          | Mannschaft     | P  | T  | A  |
| ---------------- | -------------- | -- | -- | -- |
| Fredrik Bremberg | Djurgårdens IF | 64 | 23 | 41 |
| Pavel Brendl     | Mora IK        | 57 | 34 | 23 |
| Peter Nordström  | Färjestads BK  | 55 | 26 | 29 |
| Tomáš Surový     | Luleå HF       | 55 | 23 | 32 |
| Tony Mårtensson  | Linköpings HC  | 54 | 18 | 36 |
| Tomi Kallio      | Frölunda HC    | 54 | 18 | 36 |
| Mikael Renberg   | Luleå HF       | 50 | 18 | 32 |
| Martin Plüss     | Frölunda HC    | 50 | 17 | 33 |
| Ľuboš Bartečko   | Luleå HF       | 49 | 22 | 27 |
| Janne Niskala    | Färjestad BK   | 49 | 19 | 30 |

## Play-offs
Die Play-offs wurden im Modus "Best-of-Seven" ausgetragen.

### Turnierbaum
| Viertelfinale | Viertelfinale | Viertelfinale |    |               | Halbfinale | Halbfinale | Halbfinale |  |  | Finale | Finale | Finale |
|               |               |               |    |               |            |            |            |  |  |        |        |        |
| 1.            | Färjestad BK  | 4             |    |               |            |            |            |  |  |        |        |        |
| 8.            | Mora IK       | 0             |    |               |            |            |            |  |  |        |        |        |
| 8.            | Mora IK       | 0             | 1. | Färjestad BK  | 1          |            |            |  |  |        |        |        |
|               |               |               | 1. | Färjestad BK  | 1          |            |            |  |  |        |        |        |
|               | 4.            | Linköpings HC | 4  |               |            |            |            |  |  |        |        |        |
| 4.            | 4.            | Linköpings HC | 4  | Linköpings HC | 4          |            |            |  |  |        |        |        |
| 4.            |               |               |    | Linköpings HC | 4          |            |            |  |  |        |        |        |
| 7.            | Luleå HF      | 0             |    |               |            |            |            |  |  |        |        |        |
| 7.            | Luleå HF      | 0             | 3. | MODO Hockey   | 4          |            |            |  |  |        |        |        |
|               |               |               |    | MODO Hockey   | 4          |            |            |  |  |        |        |        |
|               | 4.            | Linköpings HC | 2  |               |            |            |            |  |  |        |        |        |
| 2.            | 4.            | Linköpings HC | 2  | HV71          | 4          |            |            |  |  |        |        |        |
| 2.            |               |               |    | HV71          | 4          |            |            |  |  |        |        |        |
| 6.            | Brynäs IF     | 3             |    |               |            |            |            |  |  |        |        |        |
| 6.            | Brynäs IF     | 3             | 2. | HV71          | 3          |            |            |  |  |        |        |        |
|               |               |               | 2. | HV71          | 3          |            |            |  |  |        |        |        |
|               | 3.            | MODO Hockey   | 4  |               |            |            |            |  |  |        |        |        |
| 3.            | 3.            | MODO Hockey   | 4  | MODO Hockey   | 4          |            |            |  |  |        |        |        |
| 3.            |               |               |    | MODO Hockey   | 4          |            |            |  |  |        |        |        |
| 5.            | Timrå IK      | 3             |    |               |            |            |            |  |  |        |        |        |

### Viertelfinale
| Färjestad BK – Mora IK                  | Färjestad BK – Mora IK | Färjestad BK – Mora IK | Färjestad BK – Mora IK |
| --------------------------------------- | ---------------------- | ---------------------- | ---------------------- |
| 6. März                                 | Mora IK                | Färjestad BK           | 0–4                    |
| 8. März                                 | Färjestad BK           | Mora IK                | 5–3                    |
| 10. März                                | Mora IK                | Färjestad BK           | 2–4                    |
| 12. März                                | Färjestad BK           | Mora IK                | 9–3                    |
| Färjestad BK gewinnt die Runde mit 4:0. |                        |                        |                        |

| HV71 – Brynäs IF                | HV71 – Brynäs IF | HV71 – Brynäs IF | HV71 – Brynäs IF |
| ------------------------------- | ---------------- | ---------------- | ---------------- |
| 6. März                         | Brynäs IF        | HV71             | 4–3              |
| 8. März                         | HV71             | Brynäs IF        | 4–3              |
| 10. März                        | Brynäs IF        | HV71             | 4–2              |
| 12. März                        | HV71             | Brynäs IF        | 2–1              |
| 14. März                        | HV71             | Brynäs IF        | 6–2              |
| 16. März                        | Brynäs IF        | HV71             | 3–2              |
| 18. März                        | HV71             | Brynäs IF        | 4–3              |
| HV71 gewinnt die Runde mit 4:3. |                  |                  |                  |

| MODO Hockey – Timrå IK                 | MODO Hockey – Timrå IK | MODO Hockey – Timrå IK | MODO Hockey – Timrå IK |
| -------------------------------------- | ---------------------- | ---------------------- | ---------------------- |
| 6. März                                | Timrå IK               | MODO Hockey            | 2–1                    |
| 8. März                                | MODO Hockey            | Timrå IK               | 3–2                    |
| 10. März                               | Timrå IK               | MODO Hockey            | 3–4                    |
| 12. März                               | MODO Hockey            | Timrå IK               | 1–2                    |
| 14. März                               | MODO Hockey            | Timrå IK               | 2–4                    |
| 16. März                               | Timrå IK               | MODO Hockey            | 2–5                    |
| 18. März                               | MODO Hockey            | Timrå IK               | 2–1 n. V.              |
| MODO Hockey gewinnt die Runde mit 4:3. |                        |                        |                        |

| Linköpings HC – Luleå HF                 | Linköpings HC – Luleå HF | Linköpings HC – Luleå HF | Linköpings HC – Luleå HF |
| ---------------------------------------- | ------------------------ | ------------------------ | ------------------------ |
| 6. März                                  | Luleå HF                 | Linköpings HC            | 1–6                      |
| 8. März                                  | Linköpings HC            | Luleå HF                 | 3–2 n. V.                |
| 10. März                                 | Luleå HF                 | Linköpings HC            | 1–2                      |
| 12. März                                 | Linköpings HC            | Luleå HF                 | 5–2                      |
| Linköpings HC gewinnt die Runde mit 4:0. |                          |                          |                          |

### Halbfinale
| Färjestad BK – Linköpings HC             | Färjestad BK – Linköpings HC | Färjestad BK – Linköpings HC | Färjestad BK – Linköpings HC |
| ---------------------------------------- | ---------------------------- | ---------------------------- | ---------------------------- |
| 21. März                                 | Linköpings HC                | Färjestad BK                 | 3–4 n. V.                    |
| 23. März                                 | Färjestad BK                 | Linköpings HC                | 2–3 n. V.                    |
| 25. März                                 | Linköpings HC                | Färjestad BK                 | 5–1                          |
| 27. März                                 | Färjestad BK                 | Linköpings HC                | 1–4                          |
| 29. März                                 | Färjestad BK                 | Linköpings HC                | 2–6                          |
| Linköpings HC gewinnt die Runde mit 4:1. |                              |                              |                              |

| HV71 – MODO Hockey                     | HV71 – MODO Hockey | HV71 – MODO Hockey | HV71 – MODO Hockey |
| -------------------------------------- | ------------------ | ------------------ | ------------------ |
| 21. März                               | MODO Hockey        | HV71               | 4–1                |
| 23. März                               | HV71               | MODO Hockey        | 1–3                |
| 25. März                               | MODO Hockey        | HV71               | 1–2                |
| 27. März                               | HV71               | MODO Hockey        | 4–3                |
| 29. März                               | HV71               | MODO Hockey        | 4–1                |
| 31. März                               | MODO Hockey        | HV71               | 2–1                |
| 2. April                               | HV71               | MODO Hockey        | 2–5                |
| MODO Hockey gewinnt die Runde mit 4:3. |                    |                    |                    |

### Finale
| MODO Hockey – Linköpings HC                    | MODO Hockey – Linköpings HC | MODO Hockey – Linköpings HC | MODO Hockey – Linköpings HC |
| ---------------------------------------------- | --------------------------- | --------------------------- | --------------------------- |
| 4. April                                       | Linköpings HC               | MODO Hockey                 | 4–1                         |
| 6. April                                       | MODO Hockey                 | Linköpings HC               | 1–3                         |
| 8. April                                       | Linköpings HC               | MODO Hockey                 | 1–2                         |
| 10. April                                      | MODO Hockey                 | Linköpings HC               | 4–3                         |
| 12. April                                      | MoDo Hockey                 | Linköpings HC               | 4–1                         |
| 14. April                                      | Linköpings HC               | MODO Hockey                 | 4–1                         |
| MODO Hockey gewinnt die Meisterschaft mit 4:2. |                             |                             |                             |

### Schwedischer Meister
| Schwedischer Meister Modo Hockey | Torhüter: Karol Križan, Michal Zajkowski Verteidiger: Tobias Enström, Pierre Hedin, Oscar Hedman, Hans Jonsson, Adam Masuhr, Niklas Öhman, Mattias Timander, Tobias Viklund, Tommy Wargh Angreifer: Zdeněk Blatný, Róbert Döme, Mattias Hellström, Miloslav Hořava junior, Kristian Kuusela, Andreas Molinder, Justin Morrison, Johan Nilsson, Peter Öberg, Mikael Pettersson, Andreas Salomonsson, Per-Åge Skrøder, Oscar Steen, Niklas Sundström, Per Svartvadet Cheftrainer: Harald Lückner |

## Auszeichnungen
- Guldhjälmen (Most Valuable Player) – Fredrik Bremberg, Djurgårdens IF
- Honkens trofé (bester Torhüter) – Erik Ersberg, HV71
- Håkan Loob Trophy (bester Torjäger) – Pavel Brendl, Mora IK (34 Tore)
- Årets nykomling – Patric Hörnqvist, Djurgårdens IF
- Guldpipa (bester Schiedsrichter) – Thomas Andersson, Gävle